# Битва при Печерниковых Дубравах
Битва при Печерниковых Дубравах — отражение набега крымских татар и ногаев русским войском осенью 1574 года. Битва произошла в урочище Печерниковы Дубравы (близ нынешнего села Печерники Рязанской области), к югу от реки Проня между Пронском и Михайловом.
После получения вестей от сторожевой и станичной службы, действующей по новому уставу 1571 года, о движении крымцев, тульский воевода Борис Васильевич Серебряный-Оболенский собрал ратных людей Тулы, Дедилова, Данкова, Пронска, Михайлова и Ряжска и выступил в поход. Сражение длилось целый день и окончилось бегством степняков. Таким образом южнорусские города собственными силами не допустили неприятеля к Берегу — оборонительной линии Русского государства на Оке.